# Comuna Dobrova-Polhov Gradec
Dobrova-Polhov Gradec (Občina Dobrova-Polhov Gradec) este o comună din Slovenia, cu o populație de 6.691 de locuitori (2002).

## Localități
Babna Gora, Belica, Brezje pri Dobrovi, Briše pri Polhovem Gradcu, Butajnova, Črni Vrh, Dobrova, Dolenja vas pri Polhovem Gradcu, Draževnik, Dvor pri Polhovem Gradcu, Gabrje, Hrastenice, Hruševo, Komanija, Log pri Polhovem Gradcu, Osredek pri Dobrovi, Planina nad Horjulom, Podreber, Podsmreka, Polhov Gradec, Praproče, Pristava pri Polhovem Gradcu, Razori, Rovt, Selo nad Polhovim Gradcem, Setnica, Setnik, Smolnik, Srednja vas pri Polhovem Gradcu, Srednji Vrh, Šentjošt nad Horjulom, Stranska vas, Šujica